# برایان کر (مربی فوتبال)
برایان کر (انگلیسی: Brian Kerr؛ زادهٔ ۳ مارس ۱۹۵۳) مربی فوتبال اهل ایرلند است.
وی سرمربی‌گری در تیم‌های ملی ایرلند و جزایر فارو را در کارنامه دارد.